# Lucio Angelini
Lucio Angelini (Fano, 1947) è uno scrittore e traduttore italiano.

## Biografia
Nato a Fano, è traduttore di romanzi e scrittore. Ha tradotto Charlotte Brontë, Virginia Woolf, Edgar Allan Poe, Gandhi, Einstein, Tobias Wolff, Lewis Carroll e altri fra i quali Patricia Cornwell con Oggetti di reato (Body of Evidence), primo libro dell'autrice pubblicato in italiano. Ha tradotto tre romanzi di Hans Christian Andersen (Il violinista, OT - Un romanzo danese, Fazi Editore, Le due baronesse, Rusconi editore). Come traduttore ha collaborato con Einaudi, Mondadori, Frassinelli, Fazi, e altri. Esce nell'autunno 2019 la raccolta delle lettere dickensiane Lettere da Genova, Napoli e altre città, con otto corrispondenze inedite pubblicate sul 'Daily News, Archinto editore. Nel 2024 ha riversato in Amazon.it una traduzione delle lettere di Edgar Allan Poe al padre adottivo John Allan già uscita nel 1999 per le edizioni Libri Molto Speciali. Il nuovo titolo è: Il giovane Edgar.
Come scrittore, ha scritto prevalentemente racconti per infanzia e ragazzi (Quella bruttacattiva della mamma!, con illustrazioni di Federico Maggioni, Emme Edizioni, 1994; Grande, Grosso e Giuggiolone, con illustrazioni di Rosanna Nardon, Edizioni EL, 1994; e altri). Nel 2013 ha pubblicato Il gondoliere cinese, con Supernova Edizioni, noir ambientalista a sostegno della campagna per l'estromissione delle navi da crociera superiori alle 40.000 tonnellate di stazza dalla laguna di Venezia, città in cui vive. Il 10 dicembre 2021 è uscita a New York la sua prima raccolta americana per giovani adulti: You, naughty Mum!, Macauley Publishers. Nel 2022 ha partecipato alla raccolta Ti racconto una canzone, curata da Massimiliano Nuzzolo, Arcana editore, con il racconto "Lucy in the sky with diamonds". Nel febbraio 2024 è uscito in Amazon.com il romanzo considerato la risposta italiana a Il giovane Holden: The wolf of May (Il lupo di maggio).
Nel 2020 lo scrittore ha attivato una petizione per l’apertura almeno sporadica, a gruppi di visitatori contingentati, del giardino veneziano più misterioso in assoluto, quello di Villa Eden, alla Giudecca. La Fondazione viennese Hundertwasser ne ha interdetto l’accesso a chiunque, malgrado il valore storico-culturale del complesso, un tempo cenacolo di intellettuali e spiriti eletti. Il giardino fu ideato dallo scrittore inglese Frederic Eden, il primo proprietario, che lo volle ordinato e curato, e poi ri-progettato secondo criteri antitetici (di spontaneità e wilderness) dall’ultimo proprietario, l’artista viennese Friedensreich Hundertwasser. Malgrado la mediazione del Comune di Venezia, la Fondazione ha respinto la petizione. L’esperienza è stata raccontata ed estremizzata nel noir apocalittico Armageddon a Villa Eden, che l’autore sta facendo circolare in Amazon nella collana auto-prodotta “Samizdat”, a partire dal 2024
Il 6 febbraio 2025 l'autore ha confermato nella sua pagina Facebook l'intenzione di archiviare in Amazon tutti i suoi lavori editi e inediti: "Personalmente uso Amazon come archivio online di tutti i miei titoli, compresi quelli già usciti con editori regolari negli anni Novanta. Di vendere 100 copie o anche meno non mi frega nulla. Vivo della mia pensione. Il mio sogno giovanile era quello di vivere di scrittura, ma non era dissimile dallo sperare di vincere alla lotteria. Per fortuna decisi di affiancare alla scrittura un lavoro vero con cui sbarcare il lunario. La maggior parte degli scrittori è alla fame, se oltre a scrivere libri non fa anche altro. Rare le eccezioni. Mi consola pensare che Amazon non mi butterà mai fuori catalogo. Di recente mi è persino arrivato un piccolo assegno."

## Opere
- Lucio Angelini, Quella bruttacattiva della mamma, Emme Edizioni, 1993
  - Lucio Angelini, Méchante Maman, Flammarion, 1994
- Lucio Angelini, Grande, Grosso e Giuggiolone, Signum Scuola, 1994
- Lucio Angelini, Ramona, maga copiona, e il desiderio dei desideri, Edizioni EL, 1995
- Lucio Angelini, L'Orlando Furioso raccontato ai ragazzi, Loescher, 1998
- Lucio Angelini, Tre racconti dalle commedie fantastiche di Shakespeare, Loescher, 1996
- Lucio Angelini, Quel bruttocattivo di papà Cacciari!, Edizioni Libri Molto Speciali, 1999
- Lucio Angelini, Il babbo che credeva a Babbo Natale, Edizioni Libri Molto Speciali, 1999
- Lucio Angelini, Il gondoliere cinese, Supernova, 2013
- Lucio Angelini, Un romanzo d'altri tempi, Kindle, 2014 (pubblicato anche con lo pseudonimo di Sigismondo Barillacqua della Verdesca)
- Lucio Angelini, You, naughty Mum!, Macauley Publishers, 2021
- Lucio Angelini, The Wolf of May, Amazon.com, 2024